# Par Beliya
Par Beliya è una suddivisione dell'India, classificata come census town, di 6.036 abitanti, situata nel distretto di Purulia, nello stato federato del Bengala Occidentale. In base al numero di abitanti la città rientra nella classe V (da 5.000 a 9.999 persone).

## Geografia fisica
La città è situata a 23° 40' 17 N e 86° 50' 40 E.

## Società

### Evoluzione demografica
Al censimento del 2001 la popolazione di Par Beliya assommava a 6.036 persone, delle quali 3.172 maschi e 2.864 femmine. I bambini di età inferiore o uguale ai sei anni assommavano a 835, dei quali 443 maschi e 392 femmine. Infine, coloro che erano in grado di saper almeno leggere e scrivere erano 3.558, dei quali 2.183 maschi e 1.375 femmine.